# En nom de la Terra
En nom de la Terra (títol original en polonès, Chłopi) és una pel·lícula animada de drama històric del 2023 dirigida i escrita per DK Welchman i Hugh Welchman. Es tracta d'una adaptació de la novel·la homònima de Władysław Reymont, guanyadora del Premi Nobel, i es va produir utilitzant la tècnica d'animació pintada, similar a la pel·lícula anterior de la parella, Loving Vincent. La pel·lícula és protagonitzada per un repartiment coral amb Kamila Urzędowska, Robert Gulaczyk, Mirosław Baka, Sonia Mietielica, Ewa Kasprzyk, Cezary Łukaszewicz, Małgorzata Kożuchowska, Sonia Bohosiewicz, Dorota Stalińska i Mac, Andrze Musin Rusin i Maciej Musiał. S'ha doblat i subtitulat al català.
Es va exhibir per primer cop al Festival Internacional de Cinema de Toronto abans de ser estrenada als cinemes de Polònia el 13 d'octubre de 2023. La pel·lícula va rebre crítiques en diversos sentits.